# Sangvinik
Sangvinik je jeden ze čtyř druhů temperamentu, přičemž se jedná o aktivního stabilního extroverta. Tělní tekutina, která ho ovlivňuje, je zdravá krev (lat. sanguis). Je společenský, přístupný, činorodý, veselý, bezstarostný, živě reagující, nenucený, čilý, hovorný, optimistický s rizikem být neformální tam, kde to není vhodné. Názorově však bývá nestálý, prožívá povětšinou povrchně a dosti krátce. Bývá schopným podřízeným. Z hlediska neurovědy u sangvinika často probíhá silný vzruch a silný útlum.

Čtyři temperamenty (flegmatik, cholerik, sangvinik, melancholik)

## Zápory
Pouští se často do přespříliš věcí najednou, které pak nemůže dotáhnout všechny do konce. Příliš mluví, dokonce píše, je rozvláčný a někdy často a rád přehání, čímž ale mimo jiné rozšiřuje i prohlubuje ostatním hranice poznání, pokud se jedná o opravdového znalce. Bývá většinou povrchní. Neumí se někdy soustředit na prioritní úkoly. Nevydrží někdy dlouhodoběji v klidu, tj. může se i stát, že nedovede soustavně koncentrovaně pracovat, a to na přednostních cílech. Bývá přehnaně (nezdravě) soutěživý. Vždy má pocit, že musí vyhrát, přičemž z tohoto důvodu nemusí být naučen v klidu příjmat prohru, takže v tu chvíli se překlopí do osobnostního typu cholerik, který je aktivním a současně labilním čili nestabilním typem osobnosti. Někdy mu těžce docházejí celospolečenské souvislosti. Neumí častěji pochopit jiný pohled na věci, kromě toho svého. Často podceňuje jiné lidi a diví se, že s nimi prohraje, či dokonce prohrává dlouhodoběji. V případě větší ztráty čili prohry se může z euforie čili nadšení rychle propadnout do silné deprese až extrémní úzkosti a spáchat nenadále překvapivě sebevraždu.

## Klady
Sangvinik má rád společnost. Je citový, emocionální, senzitivní, expresívní, afektový a okázalý, dokáže vše přeměnit v legraci. Nachází v životě spoustu vzrušení a dokáže své zážitky zajímavě vyprávět. Je vždy vstřícný a optimistický. Již od dětství bývá zvědavý a veselý, dokáže si hrát se vším, co je při ruce, miluje přítomnost ostatních. Rád je středem pozornosti. Je pro něj přirozený fyzický kontakt s ostatními lidmi, doteky, objetí. Má vrozený smysl pro dramatičnost a může být vynikajícím hercem. Sangvinik má naivní povahu a i v dospělosti si zachovává dětskou prostotu. Je tvůrčí. Má rád veliké skupiny lidí, kde může mít tendenci dokonce exhibovat čili se nemístně předvádět.